# 楊廷冕
杨廷冕，广东会同县（今属海南省琼海市）人，清朝政治人物。同进士出身。
道光十六年（1836年），登丙申科进士，授署江西大庾县知县。